# リチャード・ブラウント (1556年没)
リチャード・ブラウント（英語: Richard Blount、1512年またはそれ以前 – 1556年1月1日）は、イングランド庶民院議員。

## 生涯
リチャード・ブラウント（Richard Blount）とアリス・ナイト（Alice Knight、リチャード・ナイトの娘）の息子として、1512年までに生まれた。
1533年までに軍人になり、1536年に母方の祖父が所有していた邸宅を国王ヘンリー8世から授けられた。軍人としてサー・ウィリアム・キングストンの後見を受け、1540年にキングストンが死去した後はサー・ウィリアム・パジェットの後援を受けた。
パジェットの後援のおかげか、1545年11月にカレー選挙区でイングランド庶民院議員に当選、翌年11月4日にカレー兵站総監に任命され、以降死去するまで務めた。
1556年1月1日に死去した。妻との間に少なくとも10人の子女をもうけたという。